# Beleg van Syracuse (397 v.Chr.)
Het Beleg van Syracuse in 397 v.Chr. was de eerste van de onsuccsesvolle belegeringen die Carthago zou ondernemen tegen Syracuse. Als antwoord op het beleg van Motya door Dionysius I zond Carthago Himilco naar Sicilië met een expeditieleger. Nadat hij Motya had heroverd en Libyaeum had gesticht, plunderde hij Messina, en belegerde hierna Syracuse, nadat hij de Griekse vloot volledig had vernietigd bij Catana.
De Carthagers gebruikten de strategie die de Atheners hadden gebruikt in 415 v.Chr. en konden Syracuse zo volledig isoleren, maar er brak een ziekte uit in het Carthaagse kamp in 396 v.Chr. die het grootste deel van de troepen doodde. Dionysius lanceerde een aanval zowel vanop land als vanuit zee op het Carthaagse leger, maar Himilco kon ontsnappen na een overeenkomst met Dionysius. De Iberiërs die in het Carthaagse leger zaten, sloten zich aan bij Dionysius. Hij begon zijn grondgebied opnieuw uit te breiden, terwijl Carthago, dat verzwakt was door de pest, tot 393 v.Chr. niets deed om dit te stoppen.

## Achtergrond
Toen Dionysius Motya begon te belegeren en innam, stuurden de Carthagers een expeditieleger naar Sicilië om het verloren grondgebied te heroveren. Himilco, de leider van het leger, kon Eryx, een vroegere bondgenoot van Carthago, en Motya gemakkelijk heroveren, daarna hief hij het beleg van Segesta op, en dwong Dionysius zo om zich terug te trekken naar het westen van Sicilië. De Carthagers volgden hem samen met hun vloot die dicht bij Messina aan land ging. Het leger van Messina marcheerde daarom noordwaarts om hem aan te vallen, maar Himilco zond schepen naar de stad en kon deze zo innemen en plunderen. De Grieken hergroepeerden zich in een fort op het platteland, en Himilco kon hen daar niet verslaan.
Himilco koos ervoor om van Messina geen basis te maken, maar marcheerde zuidwaarts en stichtte de stad Tauromenium. De Sicelen die zich eerst bij Dionysius hadden aangesloten deserteerden nu naar Himilco. De Carthagers marcheerden daarom verder langs de kust, met de vloot die hen escorteerde vanuit de zee. Een zware uitbarsting van de Etna echter maakte het onmogelijk om verder te gaan, dus moest Himilco een omweg maken. Mago zeilde met de vloot naar Catana, waar hij en het leger weer zouden samenkomen.
Dionysius, die dit had vernomen, liet de vloot van Syracuse, die onder leiding stond van zijn broer Leptines, uitvaren om de Carthaagse vloot te vernietigen. Maar wegens een gebrek aan tactiek werd bijna de volledige Griekse vloot gekelderd. Deze nederlaag bracht Dionysius in een moeilijke positie: enerzijds kon Mago met het verslaan van zijn vloot nu Syracuse zelf aanvallen. Anderzijds, als Dionysius snel zou handelen en het Carthaagse landleger zou aanvallen en verslaan, zou hij Mago dwingen om terug te keren naar een veilige basis. Omdat de vloot Syracuse een leeg Syracuse zou kunnen innemen terwijl hij afwezig was, besloot hij om terug te keren naar Syracuse. Himilco kwam aan in Catana twee dagen na de zeeslag,

### Voorbereiding van het beleg
Dionysius begon meteen Syracuse te versterken voor het nakende beleg. De forten rond Leontini en Syracuse werden volledig bemand en voorzien van voorraden, en Dionysius zond gezanten om huurlingen te gaan ronselen in Griekenland. Himilco negeerde Leontini en de forten, en liet zijn leger naar Syracuse oprukken. Ze gingen rond het Epipolaeplateau en bouwden hun kamp. De Punische vloot zeilde de Griekse haven in. Himilco was klaar om het beleg te beginnen. De Griekse vloot die eerst 180 schepen bevatte, maar honderd schepen had verloren bij Catana, bleef in de stad.

## Het beleg
De Carthagers hadden al veel Griekse steden belegerd en ingenomen in het verleden. In 409 v.Chr. hadden ze Selinous en Himera ingenomen, en in 406 v.Chr. hadden ze Akragas ingenomen. Himilco kon bij Syracuse echter geen belegeringsmuren bouwen, want de stad was te groot daarvoor en lag ook aan de zee. Daarom gebruikte Himilco dezelfde strategie als die van Nikias: hij wachtte af en hoopte op gunstiger omstandigheden. Syracuse werd echter niet volledig geïsoleerd, de Grieken konden nog steeds de haven in en uit varen.

### Carthago begint aan te vallen
Tijdens de winter van 397 v.Chr. gebeurde er niets belangrijk omdat beide partijen bleven afwachten, maar in de lente van 396 v.Chr. begon Himilco de buitenwijken van Syracuse aan te vallen. Er wordt nergens vermeld dat de Carthagers de muren konden breken, maar de Punische soldaten konden een deel van de stad innemen en plunderden dit deel. Dionysius begon ook agressiever te handelen: hij stuurde kleine groepen om Carthaagse verkenners aan te vallen en daardoor waren er veel schermutselingen, maar de situatie bleef eerst grotendeels onveranderd. Ondertussen kon Dionysius ook een aantal Carthaagse schepen veroveren.
Kort hierna zeilde Dionysius samen met zijn broer Leptines uit om een konvooi te begeleiden dat cruciaal was voor de bevoorrading van de stad. Het is niet bekend wie de leider was in Syracuse tijdens hun afwezigheid, maar zijn acties waren duidelijk erg succesvol voor de Grieken. Hij kon opnieuw enkele Carthaagse schepen en een Carthaags bevoorradingsschip tot zinken brengen of veroveren.

## Het beleg wordt gebroken
De strategische situatie had niet veranderd vanaf het begin van het beleg. Himilco had Syracuse niet kunnen innemen, en Dionysius had het Punische leger niet kunnen verslaan. Op dit moment brak er echter een ziekte uit bij de Carthagers, die ook al aan het lijden waren onder de loodzware hitte.

### De pest
De pest, die veel gelijkenissen vertoont met de plaat van Athene, kon veroorzaakt zijn door een gebrek aan hygiëne op de moerassige grond, en malaria kon ook een rol gespeeld hebben. Het resultaat was dat tal van soldaten en scheepsbemanningen de plaag overbrachten, de mensen stierven zo snel, dat vele lijken gewoon bleven liggen. Angst voor de infectie kan ook voorkomen hebben dat de zieken werden verzorgd.
De oorzaak van deze ramp werd toegewezen aan het ontheiligen van de Griekse tempels en tombes. Tijdens het beleg van Akragas had Himilco ook dit probleem voorgeschoteld gekregen. Wat Himilco ook deed, niets kon de pest stoppen, en de Carthagers werden gedecimeerd. Himilco en de Carthagers hielden stijfkoppig hun posities en bleven in hun kamp, maar het moraal was gekelderd, samen met de efficiëntie van de troepen in het gevecht.

### Dionysius slaat toe
Dionysius plande om voordeel te behalen uit deze situatie door een aanval te lanceren zowel vanop land als vanuit zee. Er werden 80 schepen bemand en onder leiding van Leptines geplaatst. Dionysius leidde de soldaten die het Carthaagse kamp moesten aanvallen. Hij wilde op een maanloze nacht aanvallen, en in plaats van onmiddellijk het kamp aan te vallen, deed hij een omweg en viel de Carthaagse versterkingen aan bij het eerste ochtendgloren. De Griekse vloot moest aanvallen terwijl Dionysius de Carthagers bezighield. Het succes van het plan hing af van de coördinatie en tijdstip. Dit had ontbroken bij de nederlaag van Dionysius in 405 v.Chr. bij Gela.
Dionysius had deze operatie succesvol kunnen uitvoeren tijdens de nacht. Bij dageraad zond hij zijn cavalerie en 1.000 huurlingen om het kamp opnieuw aan te vallen. Dit was echter een afleidingsmanoeuvre. Dionysius had heimelijk zijn cavalerie ook bevolen om de rebellerende, onbetrouwbare huurlingen te verlaten zodra ze de Carthagers aanvielen. De huurlingen werden in de pan gehakt nadat de cavalerie zich had teruggetrokken. Dionysius kon de Carthagers zo in verwarring brengen en meteen had zich meteen ook ontdaan van enkele onbetrouwbare soldaten.

### Aanval op de Carthaagse forten
Terwijl de huurlingen afgeslacht werden, viel de Griekse hoofdmacht de andere Carthaagse forten aan. De cavalerie sloot zich aan bij de aanval nadat ze de huurlingen hadden verlaten. Ondertussen voer de Griekse vloot uit en viel de Carthaagse schepen die voor anker lagen aan. De Carthagers werden totaal verrast, en voor ze enig verzet konden bieden had Dionysius hen kunnen verslaan buiten het kamp. Hierna viel hij het Carthaagse kamp aan, nadat de huurlingen al verslagen waren. De Carthagers konden de Grieken tegenhouden tot het vallen van de nacht, toen de gevechten stopten.

### Slachting onder de Punische vloot
De Punische vloot was onderbemand door de pest, en veel van hun schepen waren verlaten. De Griekse schepen konden ook onverwacht aanvallen en zaaiden ook totale verwarring. De Carthagers konden hun schepen niet op tijd bemannen en de hele Syracusaanse vloot hielp bij de aanval. Griekse schepen ramden veel Carthaagse schepen die nog voor anker lagen, en sommige schepen werden geënterd en veroverd door de Grieken na korte schermutselingen. De cavalerie, nu geleid door Dionysius, stak ondertussen de schepen in brand en sommige schepen dreven weg omdat de touwen waarmee ze vast hingen verbrandden. Het Carthaagse leger kon hen niet helpen omdat ze te druk bezig waren met de Grieken te bevechten in hun kamp. Sommige Griekse schepen trokken enkele verlaten Carthaagse schepen met zich mee om de buit te kunnen veroveren. Ondertussen viel het Carthaagse fort hier in Griekse handen. Dionysius sloeg hier zijn kamp op terwijl de vloot terugkeerde naar Syracuse.

### Griekse successen
De Grieken hadden twee Carthaagse forten kunnen innemen, maar na de gevechten was het hoofdkamp van de Carthagers nog steeds in vijandelijke handen, terwijl een wezenlijk deel van hun vloot ook was overgebleven. Het initiatief lag nu bij Dionysius, en een ramp als bij Himera in 480 v.Chr. wilden de Carthagers absoluut voorkomen.

### Himilco’s problemen
Het Carthaagse leger had de Griekse aanval kunnen overleven, maar leed nog steeds onder de pest, en om het initiatief te heroveren moesten ze of het Griekse landleger, of de Griekse vloot verslaan, wat een onmogelijke opdracht was op dit moment. De Griekse vloot was nu waarschijnlijk groter dan de Carthaagse, die niet genoeg bemanningsleden had om de overgebleven schepen te bemannen Het landleger was evenmin opgewassen tegen het Griekse leger. Himilco was goed bewust van de situatie en begon te onderhandelen met Dionysius, terwijl de andere Griekse generaals de resten van het Carthaagse leger bleven vernietigen.

### Dionysius' huichelarij
Dionysius wilde ook wel een deal sluiten ook al had hij een goede kans om de Carthagers volledig te vernietigen. Als tiran moest hij de dreiging van de Carthagers in stand houden om zo de burgers te kunnen blijven controleren; het westen redden was niet wat hij wilde bereiken. Hij antwoordde op Himilco's voorstellen, maar liet de Carthagers niet zomaar wegvaren. Na enige onderhandelingen werden de volgende voorwaarden geaccepteerd:
- Carthago moest Dionysius onmiddellijk 300 talenten betalen
- Himilco was vrij om met zijn soldaten zich veilig terug te trekken tijdens de nacht. Dionysius kon hun veiligheid overdag niet garanderen
- Het Carthaagse vertrek zou plaatsvinden in de vierde nacht

Himilco zond heimelijk 300 talenten naar Dionysius. Deze trok zich terug naar Syracuse en op de aangewezen nacht bemande Himilco veertig schepen met de Carthagers en voer weg. Toen de Griekse soldaten dit zagen, informeerden ze Dionysius, die met veel gevoel voor drama zijn schepen bemande, en hen immens vertraagde. De schepen voeren uit en konden enkele achterblijvers tot zinken brengen, maar het grootste deel van de Carthaagse schepen konden ontsnappen naar Afrika.
Dionysius leidde zijn leger na Himilco's vertrek en kwam aan bij het Carthaagse kamp, en het grootste deel van de overgebleven Carthagers gaf zich over. Enkele soldaten die probeerden te vluchten werden gevangengenomen door de Grieken. De Iberiërs, die zich wilden overgeven, werden ingehuurd door Dionysius voor zijn eigen leger. De rest van het Carthaagse leger werd tot slaaf gemaakt.

## Gevolgen
Dionysius viel niet meteen het Carthaagse grondgebied aan in Sicilië. Hij wilde Carthago waarschijnlijk niet meer uitdagen dan nodig. Dionysius herbevolkte de vernietigde stad Messina. Hij belegerde hierna onsuccesvol Tauromenium. Als antwoord leidde Mago opnieuw een leger naar Sicilië en werd de oorlog hervat.

### Carthago: geplaagd door problemen
De terugkeer van Himilco, die zijn troepen had overgelaten aan Dionysius, werd verontwaardig ontvangen door de Carthaagse burgers. Hoewel de raad van 104 hem niet kruisigde, wat normaal wel gedaan werd bij een onsuccesvolle commandant, pleegde hij zelfmoord. Hij nam in het openbaar volledige verantwoordelijkheid voor het debacle, bezocht alle tempels van de stad gekleed in lompen, smekend om verlossing, en metselde zichzelf uiteindelijk in in zijn huis en hongerde zichzelf uit. Later zaaide een plaag dood en verderf in Afrika, waardoor Carthago weer sterk werd verzwakt. De Lybiërs rebelleerden, verzamelden een leger van 70.000 man en belegerden Carthago.
Mago, de overwinnaar van Catana, nam de leiding op zich. Het Carthaagse leger was in Sicilië en een nieuw leger rekruteren zou veel tijd kosten en erg duur zijn, dus zette hij de Carthaagse burgers aan om de muren te bemannen. Mago gebruikte toen steekpenningen en andere middelen om de rebellen te bedwingen.
Mago ging vervolgens naar Sicilië, waar hij niet probeerde om het verloren grondgebied te heroveren. De Griekse steden die de Carthaagse overheersing van zich hadden afgeworpen, waren niet meer pro-Syracuse. Dit kwam ofwel doordat ze zich bedreigd voelden door Dionysius of door de acties van Mago. Deze vrede bleef tot in 394 v.Chr. toen Dionysius de Sicelen opnieuw aanviel.